# 輪機長
輪機長（英語：Chief engineer），俗稱老軌、大偈、或大俥，是船艦上輪機部門的最高負責人。

## 簡介
輪機長統籌船艦上主機（引擎）、發電機等機械、電機設備的操作及維護事宜，指揮其部屬進行工作，並控管船上燃油、潤滑油及其他必要的消耗品。
輪機長與船長的職階相同，肩章均為四條槓（船長的會多一個圈圈）。工作分工方面，輪機長負責輪機部門、船長負責航行部門及甲板。不過船長有船東授與的行政權，輪機長則無。
日本自明治維新起称船上Chief Engineer为「机关长」，中國在清朝时期輪機長亦称「机关长」，并被尊称为「老关」，「机关长」一詞係自東洋西傳中國或從中國傳播東洋已不可考，後續吴语中的老关，演化为官话中的「老轨」。